# Gaujac (Gers)
Gaujac település Franciaországban, Gers megyében. Lakosainak száma 75 fő (2022. január 1.). Gaujac Mongausy, Montamat, Pellefigue, Sabaillan és Sauveterre községekkel határos.

## Népesség
A település népességének változása:
| Lakosok száma | 72   | 65   | 53   | 54   | 59   | 60   | 66   | 70   | 72   | 75   |
|               | 1968 | 1982 | 1990 | 2006 | 2013 | 2015 | 2017 | 2019 | 2020 | 2022 |